# Sayed Abdel Gadir
Sayed Abdel Gadir est un boxeur soudanais né le 22 septembre 1936 à Malakal.

## Carrière
Sayed Abdel Gadir dispute les Jeux olympiques d'été de 1960 à Rome, où il est éliminé au premier tour dans la catégorie des poids plumes par le Britannique Phil Lundgren.
Il remporte la médaille d'or dans la catégorie des poids plumes aux championnats d'Afrique de boxe amateur 1962 au Caire.
Aux Jeux olympiques d'été de 1964 à Tokyo, il est éliminé au deuxième tour dans la catégorie des poids légers par l'Argentin Pedro Agüero.